# Silken
Silken är en sjö i Hällefors kommun i Västmanland och ingår i Norrströms huvudavrinningsområde. Sjön är 42 meter djup, har en yta på 1,62 kvadratkilometer och befinner sig 253 meter över havet. Sjön avvattnas av vattendraget Silksbäcken. Vid provfiske har bland annat abborre, gers, gädda och röding fångats i sjön.

## Delavrinningsområde
Silken ingår i det delavrinningsområde (665171-143785) som SMHI kallar för Utloppet av Silken. Medelhöjden är 281 meter över havet och ytan är 8,98 kvadratkilometer. Det finns inga avrinningsområden uppströms utan avrinningsområdet är högsta punkten. Silksbäcken som avvattnar avrinningsområdet har biflödesordning 5, vilket innebär att vattnet flödar genom totalt 5 vattendrag innan det når havet efter 287 kilometer. Avrinningsområdet består mestadels av skog (66 procent). Avrinningsområdet har 1,62 kvadratkilometer vattenytor vilket ger det en sjöprocent på 18 procent.

## Fisk
Vid provfiske har följande fisk fångats i sjön:
- Abborre
- Gärs
- Gädda
- Röding
- Siklöja
- Öring